# اسم

التقسيمات الصرفية للأسماء في العربية موزّعةً على الجامد والمشتق، والمجرد والمزيد، والمذكر والمؤنث، والصحة والاعتلال، والمفرد والمثنى والجمع، والنسب، والتصغير.

التعريف اللغوي للاسم : ما يُعْرف به الشيءُ ويستدلُّ به عليه
الاسم هو كلمة بصيغة الاسم (لغة) أو أكثر تستخدم للتعريف بشخص أو حيوان أو غيرها وذلك لتمييزه عن الآخر. قد تستخدم الأسماء للتعريف بمجموعة أو صنف معين كما تستخدم للتعريف بالأفراد. الاسم الشخصي هو اسم يستخدم للتعريف بشخص بعينه.
لا يقتصر استخدام الأسماء على الإنسان، وإنما يتسع ليشمل طيف واسع من الحيوانات، النباتات أو الأشياء.

## الأسماء في اللغة
الاسْمُ فِي اللُّغَةِ العَرَبِيَّةِ مِنْ حَيْثُ مَعنَاه يُطلق على الآتي:
- إنْسَان: مِثْل: مُحَمَّد، عَبْد اللَّهِ، إبْرَاهِيم، عَائِشَة، خَدِيجَة زَيْنَب، هِنْد.

- حَيَوَان: مِثْل: أَسَد، جَمَل، ثُعْبَان، سَمَكَة، نَمْلَة، بَقَرَة، دَجَاجَة.

- نَبَات: مِثْل: زَهْرَة، شَجَرَة تُفَّاح، مَوْز عِنَب، بَصَل، خِيَار.

- جَمَاد: مِثْل: كِتَاب، قَلَم، مَكْتَب، بَيْت، سيارة، حقيبة، غَسَّالَة.

- بَلَد: مِثْل: مِصْر، اليمن، مَالِيزْيَا، بغداد، مَكَّة، وَاشِنْطُن.

- مَعْنَى: مِثْل: حُبّ، كُرْه، اجْتِهَاد، قِرَاءَة   حِفْظ.

- اسْم اسْتِفْهَام: مِثْل: مَا، مَاذَا، مَتَى، مَنْ، كَيْفَ، أَيْنَ، كَمْ.

- اسْم مَوْصُول: مِثْل: الَّذِي، الَّتِي، الَّذِينَ.

- اسْم إشَارَةٍ: مِثْل: هَذَا، هَذِهِ، هَؤُلَاء ذَلِكَ.

- صِفَة: مِثْل: طَوِيل، قَصِير، كَبِير، صَغِير.

- ضَمِير: مِثْل: أَنَا، أَنْتَ، أَنْتِ، هُوَ، هِيَ، نَحْنُ أنْتُم.

- ظَرْف: مِثْل: فَوْقَ، تَحْتَ، أمَامَ، خَلْفَ، بَيْنَ.

## معنى الاسم ولغاته
- أولاً معنى الاسم ولغاته:

الاسم في الأصل هو: العلامة توضع على الشيء يعرف بها.
وقد ذكر الجوهري أن في الاسم أربع لغات:
اسم واسم بكسر الهمزة وضمها، وسم وسم بكسر السين وضمها.
    وقال ابن يعيش النحوي: «وقد ذكر فيه لغة خامسة، قالوا: (سمى) بزنة هدى وعلى. وأنشدوا: (والله أسماك سما مباركا)، ولا حجة في ذلك، لاحتمال أن يكون على لغة من قال (سم) ونصبه لأنه مفعول ثان». وقد أيده ابن هشام في هذا الاحتمال، لكنه صحح هذه اللغة بدليل آخر هو ما حكاه صاحب الإفصاح من قول بعضهم: ما سماك.
وقال الأشموني: إن في الاسم «عشر لغات منقولة عن العرب: اسم وسم وسما مثلثة، والعاشرة سماة. وقد جمعتها في قولي:
لغات الاسم قد حواها الحصر في بيت شعر وهو هذا الشعر اسم وحذف همزه والقصر مثلثات مع سماة عشر»
وقد أنهيت لغات الاسم إلى «ثمان عشرة لغة، جمعها العلامة الدنوشري في بيت واحد من الطويل، فقال:
سماء وسم واسم سماة كذا سما وزد سمة واثلث أوائل كلها»
- ثانيا اشتقاق الاسم:

ثمة خلاف مشهور بين نحاة البصرة والكوفة بشأن تحديد أصل اشتقاق الاسم، فقد ذهب الكوفيون إلى أنه مشتق من (الوسم) وهو العلامة، وذهب البصريون إلى أنه مشتق من (السمو) وهو العلو.
فأصل الاسم على رأي الكوفيين (وسم) حذفت فاؤه التي هي الواو، وعوض عنها بالهمزة، وإنما سمي اسما، لأنه سمة توضع على الشيء يعرف بها.
وأصله على رأي البصريين (سمو) على وزن (حمل) أو (سمو) على وزن (قفل)، ثم حذفت لامه التي هي الواو، وعوض عنها الهمزة في أوله . «وإنما لقب هذا النوع اسما، لأنه سما بمسماه فرفعه وكشف معناه»، أو لأنه «سما على مسماه وعلا على ما تحته من معناه». وهناك توجيهان آخران للتسمية على مذهب البصريين:
- أولهما: أنه إنما سمي اسما، لأنه سما على الفعل والحرف، «لكونه يخبر به ويخبر عنه، والفعل يخبر به ولا يخبر عنه، والحرف لا يخبر به ولا يخبر عنه».[10]

- والثاني: «لأنه علا بقوته على قسمي الكلام: الحرف والفعل . والاسم أقوى منهما الإجماع، لأنه الأصل».ومرد التعجب من هذين التوجيهين إلى أن القائل بهما يعتمد على ما استحدثه النحاة من تقسيم الكلمة اصطلاحاً إلى اسم وفعل وحرف، غفلة عن تأخر هذه القسمة زمانا عن وضع الاسم لمعناه لغة، إضافة إلى عدم الالتفات إلى أن الاسم بمعناه اللغوي شامل لأقسام الكلمة الثلاثة، " فإن كلا منها علامة على معناه».[11]

وقد لاحظ العلماء في مقام الموازنة بين الرأيين، أن «ما ذهب إليه الكوفيون وإن كان صحيحاً من جهة المعنى، إلا أنه فاسد من جهة التصريف». ويمكن إجمال الدليل الذي سيق لتصحيح رأي البصريين بما يلي : أنه لو صح رأي الكوفيين لوجب أن يقال في تصغير الاسم : وسيم، وفي جمعه : أوسام، وفي اشتقاق الفعل منه : وسمت . وكل ذلك غير جائز ولم يقل به أحد . بل قالوا في تصغيره : سمي، وفي جمعه : أسام، وفي اشتقاق الفعل منه : سميت . وهذا كله مناسب لاشتقاق الاسم من السمو لا من الوسم . ويذكر أن أبا إسحاق الزجاج (ت ـ 311 هـ) هو أول من ذكر اشتقاق الاسم من السمو، واستدل عليه بدليلي الجمع والتصغير  ، وأما الاستدلال باشتقاق الفعل منه، فقد أورده أول مرة ابن الخشاب (ت ـ 567 هـ). وهناك دليل آخر على صحة مذهب البصريين طرحه ابن الخشاب أيضا، وجعله ابن الأنباري أول المؤيدات لمذهب البصريين، وخلاصته : إن القاعدة كون التعويض في غير محل الحذف . فالأصل في ما حذف أوله أن يعوض في آخره، وفي ما حذف آخره أن يعوض في أولة . فالهمزة في أول (ابن) عوض عن الواو المحذوفة من آخره، وأصله (بنو)، والتاء في آخر (عدة) عوض عن الواو المحذوفة من أوله، وأصله (وعد). ولما كانت الهمزة في أول (اسم) للتعويض، دل ذلك على أن المحذوف آخره . وهذا يثبت كونه مشتقا من (سمو لا من (وسم). وقد أشكل على هذا الدليل بعدم اطراد القاعدة المذكورة . قال أبو حيان : إن التعويض قد يكون في موضع المعوض عنه . وقال ابن جني: لا يلزم فيا لمعوض أن يكون في موضع المعوض عنه.

## الاسم في الاصطلاح
استعمل النحاة الاسم بمعنيين اصطلاحيين :
أولهما ما يقابل الفعل والحرف، والثاني ما يقابل الكنية واللقب .
أما استعمال الاسم بالمصطلح الأول فهو قديم قدم النحو، ومرد ذلك إلى أن تقسيم الكلمة إلى اسم وفعل وحرف هو حجر الأساس في البحث النحوي، وعليه تتفرع مسائله . وأن مراجعة ما أثبته سيبويه في كتابه عمن تقدمه تظهر بوضوح أن استعمال أقسام الكلمة في معانيها الاصطلاحية كان أمرا مستقرا لدى النحاة قبله، وأن اهتمامهم كان منصبا على تنويع تلك الأقسام وبيان أحكامها . بل إن كثيرا من المصادر العربية القديمة تنسب تقسيم الكلمة إلى اسم وفعل وحرف إلى الإمام علي عليه السلام وأنه عهد إلى أبي الأسود الدؤلي أن ينحو نحوه ويعمل على إتمامه.
وقد مر تعريف الاسم بهذا المصطلح بمرحلتين :
- المرحلة الأولى : التعريف بالمثال .

قال سيبويه: «الاسم : رجل وفرس وحائط». وعلل النحاة بعده عدم تعريفه الاسم بالحد، بأنه «ترك تحديده ظنا منه أنه غير مشكل»  ، أو بأن الاسم لا حد له فاكتفى فيه بالمثال، أو لأنه «عول على أنه إذا كان الفعل محدودا والحرف محصورا معدودا، فما فارقهما فهو اسم»  ، أو لأنه «لما حد الفعل والحرف تميز عنده الاسم» (33) .
ويلاحظ على التعليل الأخير أن سيبويه لم يحد الحرف، بل عرفه بشكل يجعل تمييزه متوقفا على معرفة حد كل من الاسم والفعل، إذ قال : الحرف «ما جاء لمعنى وليس باسم ولا فعل».
- المرحلة الثانية :

تعريفان محكيان عن سيبويه التعريف بذكر علامة الاسم أو صفته .
التعريف الأول : أن الاسم ما صلح أن يكون فاعلا .
والثاني : أن الاسم هو المحدث عنه.
وعرفه الكسائي بقوله : «الاسم ما وصف».
وقال ابن السراج : «الاسم ما جاز الإخبار عنه».
وقال الفراء : «الاسم ما احتمل التنوين والإضافة أو الألف واللام».
وقال هشام الضرير : «الاسم ما نودي».
وقال الزمخشريّ : «الاسم ما دلّ على معنى في نفسه دلالة مجرّدة من الاقتران».
وقال ابن الحاجب : «الاسم ما دلّ على معنى في نفسه غير مقترن بأحد الأزمنة الثلاثة».

## أنواع الأسماء
الأسماء في اللغة العربية كثيرة ومتنوعة وهناك منها أنواع كثيرة.

### جامد ومشتق
ينقسم الاسم لنوعين رئيسيين جامد ومشتق:
- الاسم الجامد: هو ما لم يؤخذ من غيره وهو مرتجل وضع للدلالة على معنى بعينه (مثل: شمس وزراعة)(جميع المصادر أسماء جامدة واسم المرة واسم الهيئة. وهو على نوعين:

- اسم ذات: ويشمل كل ما يدرك بالحواس وله حيز في الوجود (مثل: إنسان وأرض).
- اسم معنى: ويشمل ما دل على معنى يدرك بالذهن، ويشمل المصادر الدالة على أحداث (مثل شجاعة وإرادة).

- الاسم المشتق: هو الذي يؤخذ من غيره ويدل على ذات ويحمل معنى وصفيا (مثل: دائم وكتوم)وهو يشمل اسم الفاعل واسم المفعول واسمى الزمان والمكان اسم التفضيل وصيغ المبالغة واسم الآلة.[19]

#### مذكر ومؤنث
الاسم باعتبار الجنس
المرء هو الإنسان وينقسم إلى.....
- اسم مذكر: وهو الاسم الدال على الذكور. مثل: رجل وسيد وصبي وولد ومراهق وفتى وشاب.
- اسم مؤنث: وهو الاسم الدال على الإناث. مثل: امرأة وست وسيدة وآنسة وصبية وبنت ومراهقة وفتاة وشابة.

وينقسم كلاهما إلى حقيقي ومجازي كما وينقسم المؤنث إلى قياسي وسماعي.

##### من ناحية صرفية
كما يُقَسَّم الاسم من ناحية صرفية إلى:
- اسم مقصور: وهو الاسم الذي ينتهي بألف لينة لازمة وتقدر عليه حركات الإعراب الثلاث. مثل عصا وعمى.
- اسم ممدود: وهو الاسم المعرَب الذي في آخره همزة قبلها ألف زائدة. مثل: سماء وزهراء.
- اسم منقوص: وهو كل اسم معرَب في آخره ياء لازمة أصليّة غير مُشدَّدة مكسور ما قبلها. مثل: الوادي، والماضي.[5]
- اسم صحيح: وهو أيّ اسم لم يُشمَل في الأنواع الثلاثة السابقة. مثل موسوعة ورجل.

###### أقسام أخرى
- اسم الجمع: وهو الاسم الدال على ثلاثة فأكثر بلا زيادة أو تغيير وليس له واحد من لفظه. مثل: قوم ورهط.
- اسم الجنس: وهو على نوعين جمعي وإفرادي.[6]

تصنيف الاسم من حيث العدد:
قد يكون الاسم مفرداً أو قد يكون الاسم مُثنىً أو جمعاً،
وكما يلي:
1- الاسم المفرد :
هو ما يشير إلى شيء واحد من الأشياء أو الأشخاص أو
حتى الحيوانات، ككلمة خروف أو كلمة قلم أو كلمة رَجُل.
2- الاسم المُثنى :
ويدُل الاسم المثنى إلى اثنين من الأشخاص أو الأشياء
هو ذلك الاسم الذي يُصاغ بزيادة ياء ونون إلى آخره في
حالتي النصب والجر مثل أكلت التُفَاحتِين ومررت بالرجُلَينِ أو زيادة ألف ونون في حالة الرفع مثل اجتهد الطالبان .
3- الجَمع :
يدل الجمع إلى أكثر من اثنين أو اثنتين أو ثلاثة،
يأتي الجَمع في مجموعة أشكال  علي سبيل المثال كجمع
المُذكر السالم، وايضا جمع المُؤنث السالم، بالإضافة الي
جمع التكسير، ولكل جَمع من هذه الجُموع السابقة حالاته
الصرفيه الخاصة به.
على سبيل المثال وليس الحصر: يُصاغ جمع المذكر
السالم بزيادة واو ونون في حالة الرفع فقط، في حين انه عندم
يُصاغ جمع المؤنث السالم بزيادة ألف وزيادة تاء في جميع
حالاته الصرفية، لكنه يرفع بالضمة وُينصب ويُجر بالكسرة.

## أسماء الأفعال
و يُقصد بها تلك الألفاظ التي تحل في محل الفعل
في الإعراب وتعمل أسماء الفعل بعمل الفعل فترفع الفاعل وتنصب المفعول به، وكل أسماء الأفعال تستخدم بصيغة واحدة، للمفرد والمثنى والجمع، والمذكر والمؤنث إلا إذا اتصل اسم الفعل بكاف الخطاب (إذا كان أصله شبه جملة)، فإن هذه الكاف تتغير، تبعا لتغير المخاطب. وتمتاز أسماء الأفعال بأنها تكون غير قابلة للصرف فهي تأتي مبنية دوماً، وتجدر الإشارة إلى أن أسماء الأفعال تنقسم إلى
قسمين رئيسيين
وهما اسم الفعل السماعي (مرتجل)، واسم الفعل المنقول.
وهي كالآتي:
اسم الفعل السماعي (مرتَجل):
1- أسماء أفعال الفعل الماضي:
وهي:
(هَيْهاتَ) أي: بَعُدَ .
(شتّان) أي: افترقَ.
(شُكانَ وسُرعانَ) (بتثليثِ أوَّلهما) أي: أسرعَ.
(بُطآنَ) بضمِّ الباءِ وكسرها وسكون الطاءِ) أي: أبطئِ. ويكون
الفاعل في اسم الفعل الماضي اسماً ظاهراً، أو ضميراً
للغائب مستتراً جوازا.
2- أسماء أفعال الفعل المضارع:
وهي:
(أُف) بمعنى : أتضجر.
(آه) بمعنى: أتوجع.
(وَيْ) بمعنى : أتعجب.
(قَطْ) بمعنى : يكفي.
3- أسماء أفعال الفعل الأمر:
(آمين) بمعنى: استجب.
(صه) بمعنى: اسكت.
(حيِّ) بمعنى: أقْبِلْ. كما في نداء الأذان:(حيِّ على الصلاة
– حيِّ على الفلاح).
(إِيه) بمعنى : زِدْني.
(مَهْ) بمعنى: كُفَّ.مثل:(مَهْ عن هذا الحديث).
اسم الفعل المنقول :
وهو ما استُعمِل في غير اسم الفعل، ثم نُقِلَ إليه. وهو على
ثلاثة أشكال :
1- عن جار ومجرور. مثل:(إليك عني) بمعنى : ابتعد .
و (إليك الكتاب) بمعنى خذه.
2- عن ظرف.
مثل:(أمامك) بمعنى تقدَّم.و (مكانك) بمعنى: اثبت.
3- عن مصدر.
مثل: (رويدك) بمعنى: تمهَّل.

### قائمة بأشهر أسماء الافعال
| اسم الفعل              | زمنه         | نوعه  | معناه                                 | مثال                                               |
| ---------------------- | ------------ | ----- | ------------------------------------- | -------------------------------------------------- |
| آمين                   | أَمْر          | مرتجل | استجب أو استمع                        | آمين يا رب                                         |
| حي                     | أَمْر          | مرتجل | أقبل                                  | حي على الصلاة                                      |
| هيا أو هيك             | أَمْر          | مرتجل | أسرع                                  | هيا إلى المدرسة                                    |
| هيت                    | أَمْر          | مرتجل | أسرع أو أقبل                          | وَغَلَّقَتِ الْأَبْوَابَ وَقَالَتْ هَيْتَ لَكَ                         |
| هلم إلى                | أَمْر          | مرتجل | تعال أو أقبل                          | هلم إلينا                                          |
| هلم كذا                | أَمْر          | مرتجل | أحضر                                  | قل هلم شهداءكم الذين يشهدون أن الله حرم هذا.       |
| هاؤم                   | أَمْر          | مرتجل | خذوا                                  | فَأَمَّا مَنْ أُوتِيَ كِتَابَهُ بِيَمِينِهِ فَيَقُولُ هَاؤُمُ اقْرَءوا كِتَابِيَهْ |
| صه                     | أَمْر          | مرتجل | اسكت                                  | صه عن بذيء الكلام.                                 |
| إيه                    | أَمْر          | مرتجل | زدني من الحديث أو امضِ أو استمر أو حدّث | إيه من الشعر                                       |
| مه                     | أَمْر          | مرتجل | كف أو اكفف أو انكفف أو اسكت أو اترك   | مه عن فعل السوء                                    |
| رويد أو رويدك          | أَمْر          | مرتجل | تمهل أو أمهل أو مهلًا                  | رويدك يا أخي.                                      |
| بله                    | أَمْر          | مرتجل | اترك أو دع                            | بله الرذائل!                                       |
| هات                    | أَمْر          | مرتجل | أعطني                                 | هات برهانك                                         |
| هاك أو هاءَ أو ها       | أَمْر          | مرتجل | خذ أو تناول                           | هاكم البرهان على قولي                              |
| دونك                   | أَمْر          | مرتجل | خذ                                    | دونك الكتاب                                        |
| تيْد أو تيدك أو تيدخ    | أَمْر          |       | رويد أو اتئد أو رفقًا                  |                                                    |
| هيّهل أو هيهلك أو هيهلا | أَمْر          |       | ائت أو أقدم أو أقبل أو أعجل أو مسرعًا  |                                                    |
| حُديّاك                  | أَمْر          |       | اُبرُز                                  | حُديّاك بهذا الأمر                                   |
| بس                     | أَمْر          |       | اكتف                                  |                                                    |
| النجاءك                | أَمْر          |       | أسرع                                  |                                                    |
| إيها                   | أَمْر          |       | كُفَّ أو ابتعد أو اسكت                   | إيها عنه                                           |
| فداءِ                   | أَمْر          |       | ليفْدِك                                 |                                                    |
| تعال                   | أَمْر          |       | أقبل أو ائت أو جئ                     |                                                    |
| كذاك                   | أَمْر          |       | أمسك                                  |                                                    |
| لديك                   | أَمْر          | منقول | خذ                                    | لديك القلم                                         |
| عندك                   | أَمْر          | منقول | خذ                                    | عندك الكتاب                                        |
| ويه أو ويها            | أَمْر          |       | أغر أو حرّض أو أقبلوا أو بادروا        |                                                    |
| وراءك                  | أَمْر          | منقول | تأخر                                  | وراءك إن كان في إدراكِ الفرصة حسرةٌ وندامة           |
| إليك                   | أَمْر          | منقول | خذ                                    | إليك الكتاب                                        |
| إليك عن                | أَمْر          | منقول | ابتعد أو تنحَّ أو اعتزل أو تباعد        | إليك عني                                           |
| إليّ                    | أَمْر          |       | أقبل أو عجّل بـ                        |                                                    |
| عليك                   | أَمْر          | منقول | الزم أو تمسك بـ                       | عليك بالرفق في معاملة الحيوان                      |
| مكانك                  | أَمْر          | منقول | اثبت                                  | مكانك أيها اللص.                                   |
| أمامك                  | أَمْر          | منقول | تقدم                                  | أمامك أيها الجندي.                                 |
| حذار                   | أَمْر          | معدول | احذر                                  | حذار من صديق السوء                                 |
| هيهات                  | ماضٍ          | مرتجل | بعد                                   | هيهات هيهات لما توعدون                             |
| بطآن أو بطئان          | ماضٍ          | مرتجل | بطئ أو أبطأ                           | بطآن ما رضيت                                       |
| شتان                   | ماضٍ          | مرتجل | بعد أو افترق أو تبايَن                 | شتان ما بين العلم والجهل                           |
| سرعان                  | ماضٍ          | مرتجل | سرع أو أسرع                           | سرعان ما أمطرت السماء                              |
| وشكان                  | ماضٍ          |       | سرع أو أسرع                           | وشكان ما غضبت                                      |
| دُهدُرَّين                 | ماضٍ          |       | بطل                                   |                                                    |
| قد                     | ماضٍ أو مضارع |       | كفى أو يكفي                           |                                                    |
| حسب أو حسبك            | ماضٍ أو مضارع |       | كفى/كفاك أو يكفي/يكفيك                |                                                    |
| بجل                    | مُضارِع        |       | يكفي                                  |                                                    |
| أف                     | مُضارِع        | مرتجل | أتضجر                                 | أف لكم ولما تعبدون من دون الله                     |
| وي أو ويك أو وا        | مُضارِع        | مرتجل | أتعجب أو أعجب                         | وي كأنه لا يفلح الكافرون!                          |
| واها                   | مُضارِع        | مرتجل | أتعجب أو أعجب أو أتلهف                | واها للفضوليين                                     |
| آه أو آها              | مُضارِع        | مرتجل | أتوجع أو أشكو أو أتألم                | آه من قيدك أدمى معصمي                              |
| أواه أو أوه            | مُضارِع        | مرتجل | أتوجع أو أشكو أو أتألم                | أواه من جرح الحبيب                                 |
| قط                     | مُضارِع        | مرتجل | يكفي                                  | قطك ما أعطيتك                                      |
| بخ                     | مُضارِع        | مرتجل | أستحسن أو أعجب أو أتعجب أو أمدح       | بخْ بَخْ بأعمالك الحسنة                               |
| بد                     | مُضارِع        |       | بج                                    |                                                    |
| به                     | مُضارِع        |       | بج                                    |                                                    |
| زه                     | مُضَارِع        |       | أَسْتَحْسِنَ [عندكَ]                         |                                                    |
| أخ                     | مُضَارِع        |       | أتألم أو أتكره                        |                                                    |